# Manuele Spadi
Manuele Spadi (* 19. Oktober 1981) ist ein ehemaliger italienischer Radrennfahrer.
Manuele Spadi fuhr ab 2005 für das italienische Professional Continental Team Ceramica Flaminia. Seinen ersten Sieg feierte er beim Giro del Medio Brenta. Kurz darauf wurde er Dritter bei der Trofeo Bastianelli. In der Saison 2006 wurde er Zweiter bei der Poreč Trophy in Kroatien und später bei der Internationalen Friedensfahrt belegte er den siebten Rang in der Gesamtwertung. 2008 entschied er eine Etappe des Clásico Ciclístico Banfoandes für sich.

## Erfolge
2005
- Giro del Medio Brenta

2008
- eine Etappe Clásico Ciclístico Banfoandes

## Teams
- 2005 Ceramica Flaminia
- 2006 Ceramica Flaminia
- 2007 Ceramica Flaminia
- 2008 Cinelli-OPD